# CNDP
Le Congrès national pour la défence du peuple (CNDP) är en rebellgrupp bestående av banyamulenge-soldater i östra Kongo-Kinshasa. CNDP bildades den 25 juli 2006 i Kivu-området och leddes av Laurent Nkunda fram till början av 2009. 
I slutet av oktober 2008 intog man provinshuvudstaden Goma och var därefter  inblandade i strider med den lokala mai-mai-milisen, som stöder den kongolesiska regeringen. På trettondedagsafton 2009 meddelade CNDP:s stabschef, Bosco Ntaganda att Nkunda avsatts som ledare för rörelsen på grund av "dåligt ledarskap". Nkunda satt då i husarrest i Rwanda. Ntaganda meddelade att han själv skulle ta över ledarskapet och strida mot Demokratiska styrkorna för Rwandas befrielse (FDLR) i samarbete med kongolesiska armén. Från den kongolesiska regeringen gjordes försök att ge Ntaganda legitimitet och presenterade honom som en fredspartner. I februari 2009 bad Internationella brottmålsdomstolen (ICC) USA om hjälp för att kunna gripa Ntaganda på grund av brott mot krigets lagar.
I mars 2009 ombildades rebellgruppen till ett politiskt parti och mellan 3 000 och 4 000 av dess krigare anslöt till kongolesiska armén. Men mellan 1 000 och 2 000 av dess medlemmar var emot ombildningen och regeringssamarbetet och ägnade sig istället åt gruvverksamhet, träkolshandel och utpressning i Kivu-området. År 2013 lämnade Ntaganda över sig till amerikanska ambassaden i Kigali för fortsatt hantering i ICC.